# Sotto le foglie (film 2024)
Sotto le foglie (Quand vient l'automne) è un film del 2024, diretto da François Ozon.

## Trama
L'anziana Michelle trascorre la pensione nella campagna borgognona, dove ha come sola amica Marie-Claude, il cui figlio Vincent è incarcerato per piccoli traffici. La più grande gioia è per lei l'arrivo del nipotino Lucas, accompagnato dalla figlia Valérie per passare le vacanze con la nonna. Quando però Michelle offre un pasto a base di funghi raccolti da lei, Valérie si sente male e, dopo essersi ripresa, porta con sé Lucas vietando alla madre, con cui è già in cattivi rapporti, di rivederlo.
Uscito di prigione, Vincent viene impiegato da Michelle come giardiniere. Riconoscente per la sua gentilezza e per la possibilità che gli viene offerta, Vincent si reca da Valérie a Parigi, per convincerla ad ammorbidire il suo atteggiamento verso Michelle, ma durante la visita la donna cade dal terrazzo e muore. Vincent rivela alla madre Marie-Claude quanto accaduto, spiegando che si è trattato di un incidente.
Il piccolo Lucas va così a vivere con la nonna, rifiutando di seguire il padre Laurent a Dubai. Vincent diventa per Lucas un fratello maggiore e, grazie all'aiuto di Michelle, riesce ad aprire un locale, mentre l'anziana signora rivela a Lucas che in passato è stata una prostituta, e che a questo era dovuto il rancore di Valérie. Poco tempo dopo, Marie-Claude muore per un tumore, confidando a Michelle che Vincent si trovava da Valérie il giorno della caduta fatale.
La polizia intanto riapre il caso su Valérie, inizialmente archiviato come morte accidentale, ma Michelle fornisce un alibi a Vincent, e anche Lucas lo toglie da possibili guai, negando di averlo visto entrare nel condominio della donna morta. Anni dopo Lucas, ormai studente universitario, fa visita alla nonna in estate. Assieme a lei e a Vincent, si inoltrano nel bosco per una passeggiata: durante questa uscita pomeridiana Michelle, sentendosi ormai rappacificata con la figlia, muore serena.

## Riprese
Le riprese sono iniziate nell'ottobre 2023 e si sono svolte nella Nièvre, in Borgogna, tra i comuni di Donzy, Cosne-Cours-sur-Loire e Nevers.

## Distribuzione
Il film è uscito nelle sale francesi il 2 ottobre 2024 e in quelle italiane il 10 aprile 2025.

## Accoglienza

### Incassi
Il film ha incassato poco più di 6,8 milioni di dollari. In Italia ha incassato 326052 €.

### Critica
Su Rotten Tomatoes il 97% di 59 critici ha gradito il film, su Metacritic il voto medio di 11 critici è di 74/100.

## Premi e riconoscimenti
- 2024 – Festival internazionale del cinema di San Sebastián[7][8]
  - Concha de Plata al miglior attore non protagonista a Pierre Lottin
  - Premio del Jurado al mejor guión a François Ozon e Philippe Piazzo
  - In concorso per la Concha de Oro
- 2025 – Premio César[9]
  - Candidatura per la migliore attrice ad Hélène Vincent
- 2025 – Premio Lumière[10]
  - Candidatura per il miglior regista a François Ozon
  - Candidatura per la miglior attrice ad Hélène Vincent
  - Candidatura per la migliore sceneggiatura a François Ozon
  - Candidatura per la migliore promessa maschile a Pierre Lottin